# Wilhelm Riefstahl

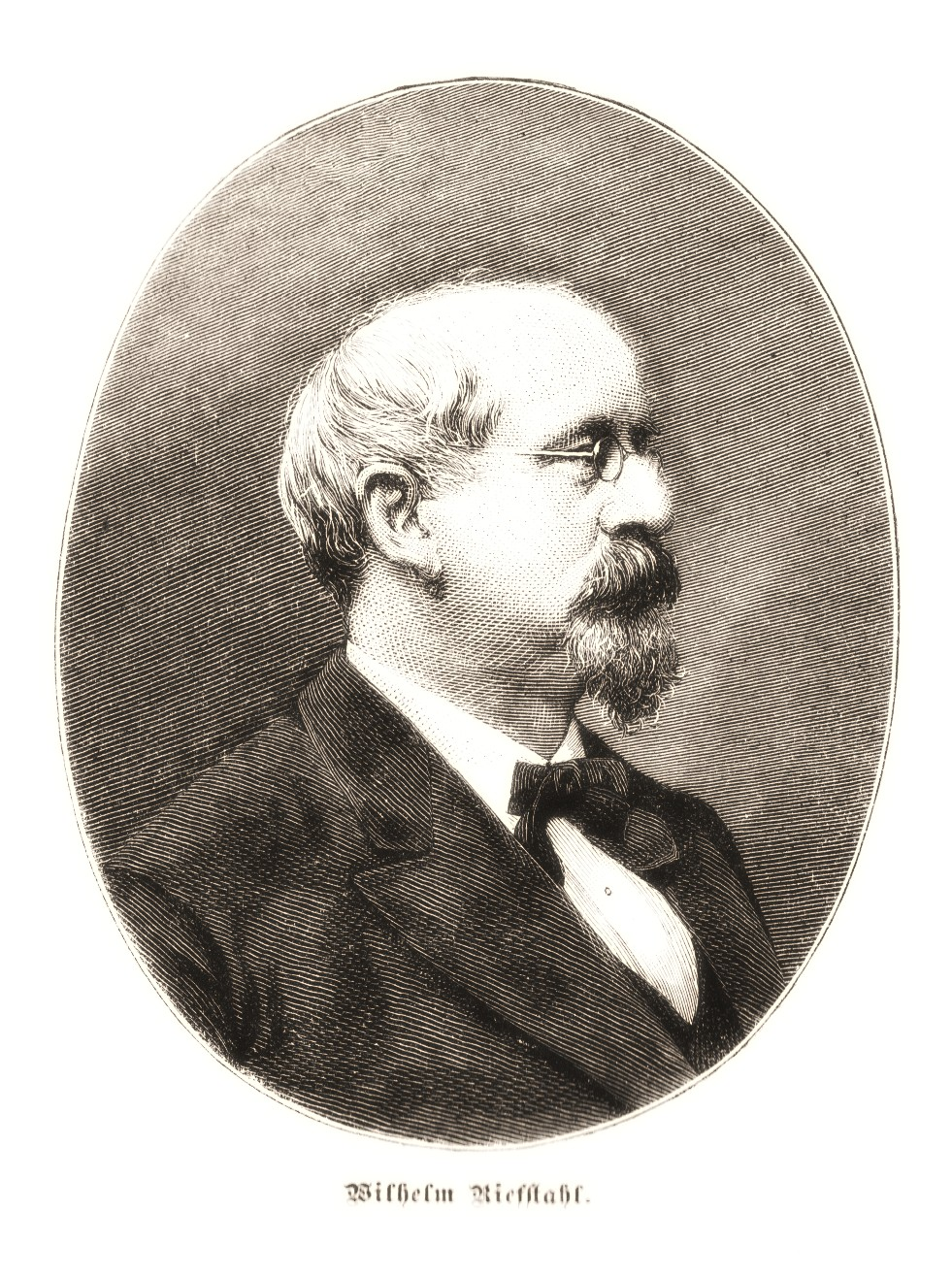
Wilhelm Riefstahl 1884.

Wilhelm Ludwig Friedrich Riefstahl, född den 15 augusti 1827 i Neustrelitz, död den 11 oktober 1888 i München, var en tysk målare.
Riefstahl kom 1843 till akademien i Berlin, där han slöt sig till Schirmer. Han började måla landskap på Rügen, med figurer i harmoni med omgivningen. Därefter reste han i Schweiz och Oberbayern. Bland hans arbeten märks Passeyr-herdars andaktsstund i det fria (1864) och Alla själars dag i Bregenz (1869, Nationalgalleriet i Berlin). Samma år reste han till Rom, där han målade präster och munkar i arkitektonisk omgivning, som Kapucinpredikan (1870) och Liktåg utanför Pantheon (1871, Dresdengalleriet). Han var 1870–1873 professor i Karlsruhe och 1875–1878 direktör för konstskolan där samt var sedan bosatt i München. 